# Thraumata petrovna
Thraumata petrovna (лат.) — вид чешуекрылых рода Thraumata из семейства совок (Noctuidae). Встречаются в Боливии и Бразилии (Южная Америка).

## Описание
Длина передних крыльев 10—13 мм. Основная окраска чешуек серовато-коричневая с белыми отметинами на голове и ногах. Гусеницы и кормовые растения неизвестны.

## Таксономия
Вид был впервые описан в 1904 году американским энтомологом Уильямом Шаусом (William Schaus; 1858—1942) по экземплярам, найденным около Петрополиса (Рио-де-Жанейро, Бразилия) под названием Leptina petrovna Schaus, 1904. В дальнейшем включался в состав рода Phuphena Walker, 1858 (Phosphilini). В 2019 году два вида этого рода (Thraumata subvenata (Schaus, 1914), T. petrovna и третий новый Thraumata peruviensia) были выделены в отдельный рода Thraumata, где в качестве его типового вида обозначен T. petrovna.

## Этимология
Вид T. petrovna был так назван, предположительно (так как в первом описании его автором ничего на этот счёт не было сказано), из-за места обнаружения в районе Petropolis (Петрополис, Бразилия), что в переводе означает «город Петра» (который в свою очередь был назван в честь своего основателя бразильского императора Педру II).